# Moteur Billancourt
Le moteur Billancourt connu également sous le code « moteur B » ou « bloc B » (B pour Billancourt), est un moteur thermique automobile à combustion interne, essence quatre-temps, avec quatre cylindres en ligne chemisés, bloc en fonte, refroidi par eau, doté d'un vilebrequin à trois paliers, avec arbre à cames latéral (avec culbuteurs et tiges de culbuteurs), commandé par une distribution par pignons, puis par chaîne de distribution sur les dernières versions, avec une culasse en aluminium, huit soupapes en tête, développé et produit par Renault. La version "sportive" est appelée « moteur Ventoux ».

## Histoire
Ce moteur, conçu par l'ingénieur Fernand Picard, a été produit de 1947 à 1985, avec des cylindrées différentes. Ils ont tous une course de 80 mm, les différences de cylindrée provenant toutes de l'alésage. 
Ce moteur fut utilisé pour la première fois sur la 4CV et terminera sa carrière sur les Renault 4 et Renault 5 bas de gamme ; il ne sera abandonné qu’à l'arrivée de la Supercinq. Il sera remplacé par le « moteur Cléon-Fonte » de 956 cm3 sur les R4 d'entrée de gamme (R4 TL Savane).
La distribution est par pignons jusqu'en décembre 1965, puis par chaîne. Le sens de rotation du « moteur Billancourt » est anti-horaire (côté distribution), tandis que par exemple le « moteur Cléon-Fonte » tourne dans le sens horaire ; ainsi, sur les voitures utilisant les deux moteurs selon les versions, pour obtenir le même sens de rotation aux roues, le différentiel de la boîte de vitesses est retourné sur les versions avec le « moteur Cléon-Fonte ».

## Les différentes cylindrées

### 760cm3

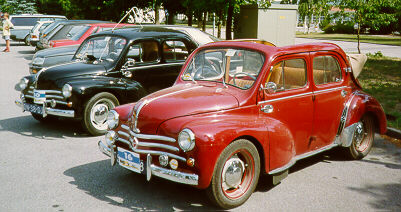
Le "moteur Billancourt" apparaît avec la 4CV

Commercialisée en 1947 avec la Renault 4CV, la première version du "moteur Billancourt" est un 760 cm3 de 17 ch SAE. 
En 1950, une version de 21 ch SAE est montée sur Renault 4CV Grand Luxe produite seulement en 1950.

### 747cm3

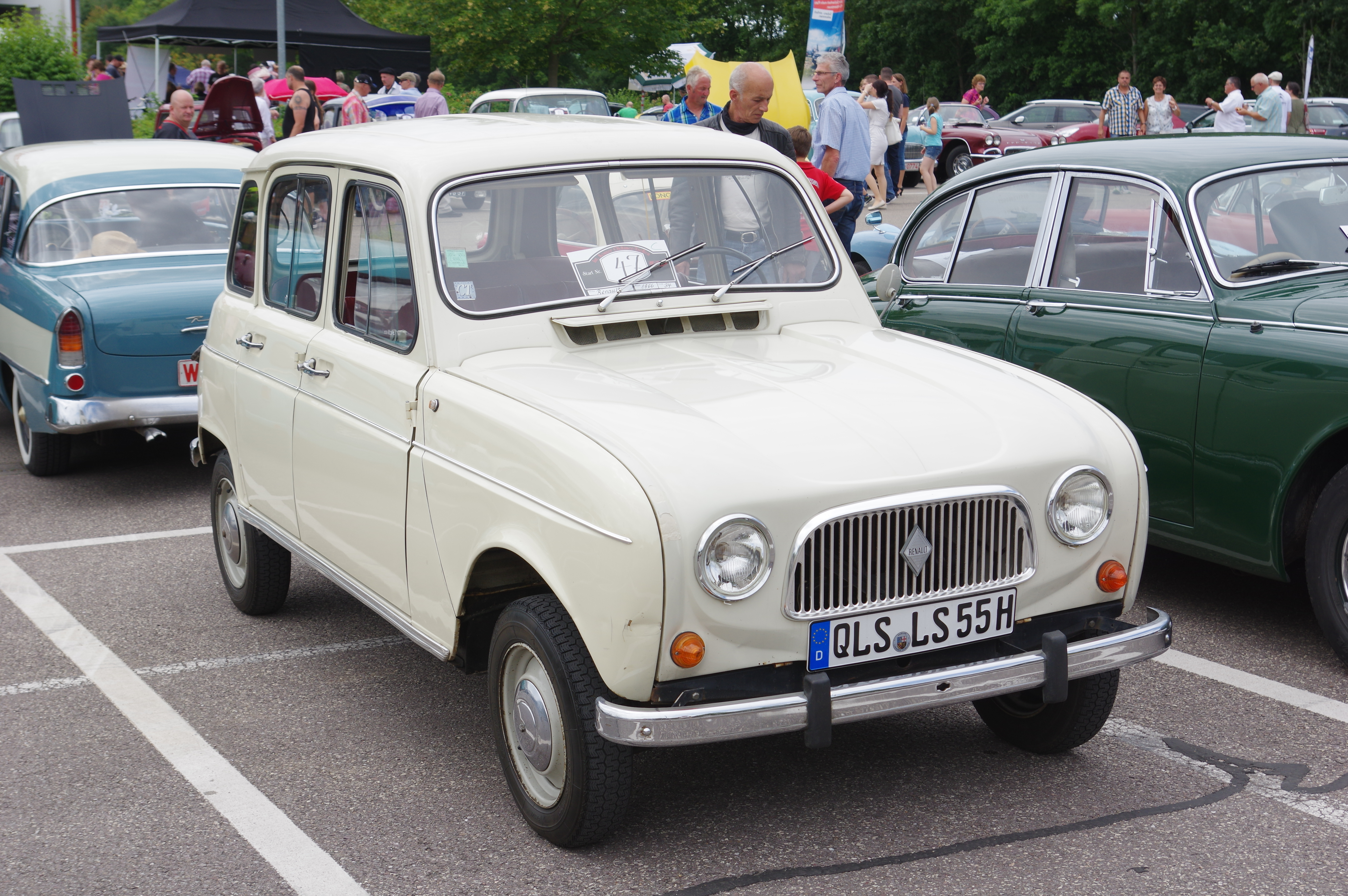
Renault 4L avec le moteur de 747 cm3.

En octobre 1950, le 747 cm3 remplace le 760 cm3. La cylindrée légèrement inférieure est obtenue en réduisant légèrement la taille de l'alésage de 55 à 54,5 mm, tandis que la course reste inchangée. Ce changement a été décidé par les dirigeants de Renault afin de pouvoir engager le moteur dans les compétitions où il est nécessaire de rester en dessous de 750 cm3 pour homologuer la voiture dans sa catégorie. Cette nouvelle cylindrée offre six niveaux de puissance, de 24 à 35 ch SAE, toutes de 4 CV fiscaux.

### 782cm3
En 1971, le 782 cm3 apparaît avec l'augmentation de l'alésage qui passe de 54,5 à 55,8 mm, toujours avec une course inchangée à 80 mm. Ce moteur a été proposé dans deux variantes développant 27 et 36 ch. Le moins puissant a été monté sous le capot de la Renault 4L produite entre 1971 et 1980, tandis que la variante développant 36 ch était montée sur la Renault 5 produite entre 1972 et 1976.

### 845cm3

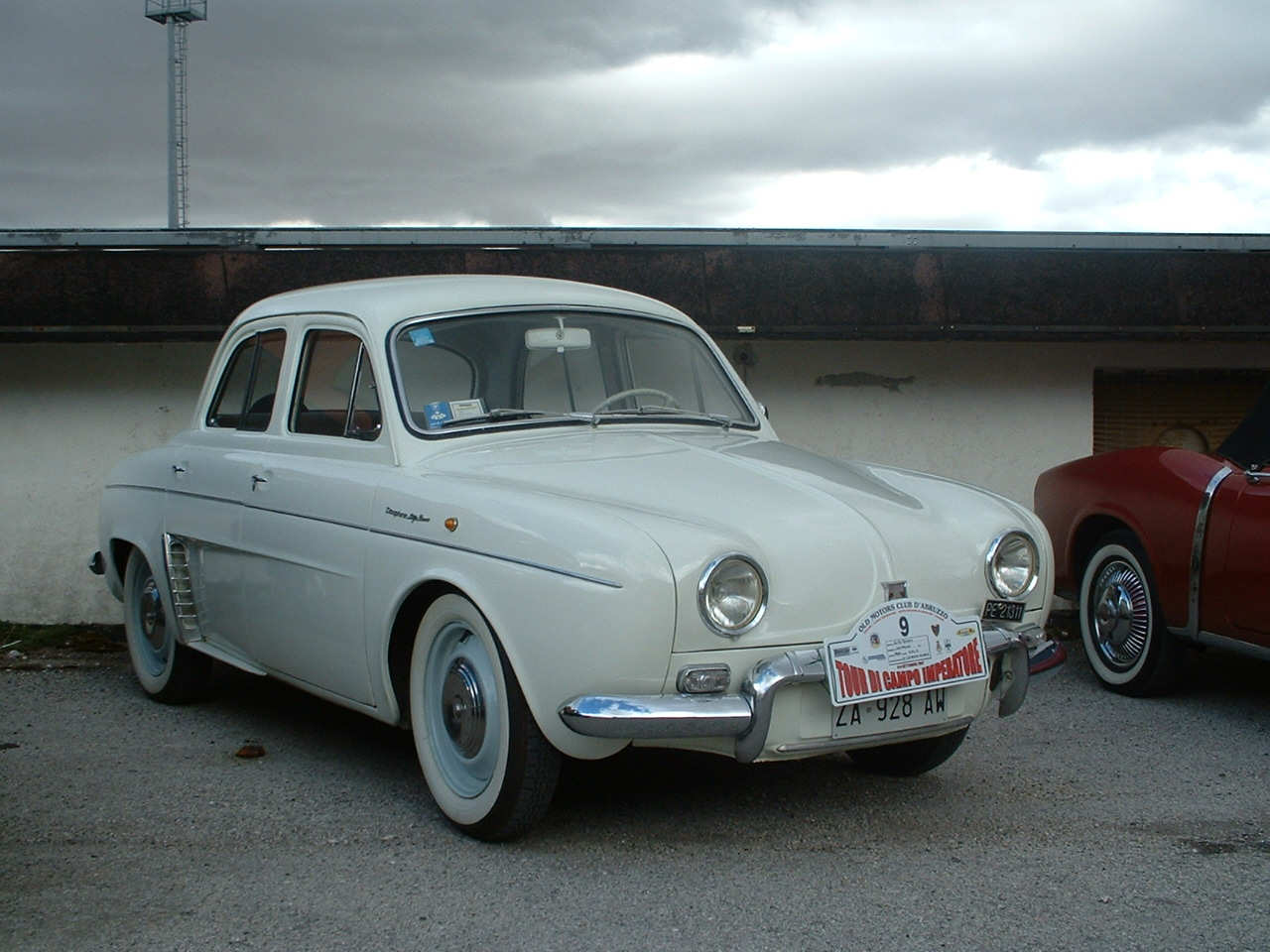
La Dauphine a utilisé seulement le moteur de 845 cm3

La cylindrée la plus élevée du « moteur Billancourt » apparaît en 1956 au lancement de la Renault Dauphine, l'un des principaux modèles équipés de ce moteur ; il s'agit du 845 cm3. Il équipera les premiers modèles d'Estafette 500/600kg en 1959 puis la Renault 4 à partir de 1964 et la Renault 6 de base. L'alésage est porté à 58 mm. La puissance varie entre 30 et 55 ch SAE
En 1977, une version développe 38 ch de puissance maximale et 57 N m de couple à 2 500 tr/min apparaît. Cela est rendu possible grâce à l'usinage de la culasse, avec de nouvelles soupapes et sièges de soupapes, ainsi que des améliorations dans le refroidissement du moteur. Celui-ci sera monté sur la Renault 5L de 1977 à 1984.

### 603cm3
C'est le « moteur Billancourt » le moins cher à produire. L'alésage est réduit à 49 mm pour une cylindrée totale de 603 cm3. La puissance maximale atteint 23 ch SAE (20 ch DIN) à 4 800 tr/min, tandis que le couple maximal est de 42 N m. Ce moteur n'a été monté que sur la Renault 3 (1961-1962), version ultra-spartiate de la Renault 4.

## Moteur Ventoux
La version "sportive" du « moteur Billancourt » est appelée « moteur Ventoux », nommé d'après la course de côte du Mont Ventoux. 

### 747cm3Ventoux
La variante sportive du moteur 747 cm3, qui équipe l'Alpine A106 et la Renault 4 CV R1063, a subi des modifications importantes qui ont affecté, entre autres, les bielles (désormais de type plus performant et en duralumin), l'arbre à cames, les soupapes (plus grosses) et le carburateur Solex. Des valeurs nettement plus élevées sont obtenues, allant de 35 ch SAE nominal pour une Renault 4 CV R1063 standard (pouvant aller jusqu'à 40 ch SAE et plus pour les versions utilisées dans en course) à 43 ch SAE pour le moteur utilisé sur la A106 (certains ont été préparés à 50 ch SAE). Pour cette dernière application, le double-corps Solex a été préféré à un carburateur double-corps Weber.

### Ventoux Gordini
Les versions plus puissantes du 845 cm3 seront élaborées par Amédée Gordini à partir du moteur d'origine. L'usinage des sièges de soupapes inclinés permet une plus grande plage mais en laissant intacte l'axe de l'arbre à cames, l'amélioration du refroidissement de la culasse, et le moteur est doté d'un nouveau carburateur Solex de 32 mm. Ceci, conjointement avec l'augmentation du rapport de compression, permet d'obtenir une puissance maximale de 37 ch SAE à 5 000 tr/min, avec un couple maximal de 62,8 N m à 3 500 tr/min. Ce moteur fait ses débuts à l'automne 1957, puis, en 1959, il subit de nouvelles modifications et sa puissance est portée à 40 ch SAE. Le « Sorcier » fait alors une petite préparation, ainsi naît la Dauphine Gordini (type R1091) en 1957.
La puissance du bloc passe à 37 ch SAE et la vitesse de pointe à 126 km/h grâce à une nouvelle culasse, à l'augmentation du taux de compression ainsi qu'à l'utilisation d'un carburateur de 32 mm, de ressorts de soupapes plus durs et de conduits d'admission-échappement agrandis. Les premières modifications apportées par Amédée Gordini (culasse à sortie verticale) ne seront toutefois pas conservées sur le modèle de série pour des raisons de coût.
Le moteur gagnera trois chevaux sur les modèles 1960. La Dauphine Gordini figurera au catalogue de l'été 1957 à 1963 et réapparaîtra en 1965.
En 1960 et 1965, de nouvelles modifications améliorent le couple. Apparait ensuite une version beaucoup plus puissante, obtenue grâce à un nouvel arbre à cames, de nouvelles soupapes, un carburateur double corps Solex de 32 mm, et en augmentant le taux de compression de 9,2: 1. portant la puissance maximale à 55 ch SAE (49 ch DIN).

### Ventoux 1093
Renault fait appel à Amédée Gordini pour réaliser une version survitaminée de la Renault Dauphine: La Dauphine 1093 (type R1093) est un dérivé sportif de la Dauphine qui apparaît fin 1961.
Le moteur 845 cm3 reçoit des pistons à tête bombée (taux de compression augmenté à 9,2), un carburateur double corps Solex inversé type 32 PAIA 3, un arbre à cames spécial, des soupapes à double ressort et des tubulures Autobleu à l'admission et à l'échappement. Les pignons de distribution sont renforcés ainsi que l'embrayage. Forte d'une puissance de 55 ch SAE (49 ch DIN), la voiture atteint 140 km/h.
La 4e vitesse est modifiée par rapport à la boîte de la Dauphine Gordini. Le système de freinage, qui est celui d'origine, est amélioré par l'ajout d'ailettes de refroidissement sur le pourtour des tambours avant. La suspension est celle des Dauphine type « mauvaises routes » mais avec des ressorts plus courts sans abaisser la garde au sol. La 1093 est la seule Dauphine à avoir été commercialisée en France avec un équipement électrique en 12 volts semblable aux versions export au lieu des 6 volts d'origine.
Extérieurement, la 1093 se différencie de la Dauphine Gordini par ses projecteurs de gros diamètre (180 mm) empruntés à la version USA, sa carrosserie blanc crème « réjane » décorée par deux bandes bleues collées dans l'axe du véhicule et son sigle 1093 à l'arrière droit ainsi que sur l'aile avant droite.
À l'intérieur, un compte-tours supplémentaire s'intègre à la gauche du compteur spécifique gradué jusqu'à 180 km/h.
Malgré son caractère très sportif pour « monsieur tout le monde », la 1093 « de série » ne pouvait pas être compétitive sans avoir été préparée. La préparation se résumait à modifier et à polir la mécanique existante car le nouveau règlement sportif en vigueur dès 1960 interdisait toutes augmentations de cylindrée ainsi que les changements de pièces. Ferry s'occupa de nombreuses Dauphine 1093 de compétition qui devenaient des « 1093 améliorées ».
Seulement 2 140 exemplaires (plus huit de présérie) furent fabriqués en deux séries. La première de 1 650 unités pour les besoins de l'homologation en course (1 500 exemplaires minimum) et une seconde de 490 unités (freins à disques et couleurs gris blanc « valois ») pour satisfaire la clientèle.
La 1093 est la plus recherchée de toutes les Dauphine. Aujourd'hui, on estime qu'une grosse centaine de 1093 ont survécu dont la moitié sont encore roulantes.
En 1962, la Dauphine 1093 s'est illustrée au Rallye Tour de Corse. Cependant, son lancement tardif et les modifications trop modestes n'ont pas permis une longue carrière sportive. La 1093 reste une voiture attachante qui assure la transition entre les artisanales 4CV 1063 et la R8 Gordini qui révolutionnera la compétition automobile « tourisme de série ».

## La relève
En 1962, le « moteur Sierra », rebaptisé plus tard « moteur Cléon-Fonte », apparaît sur Renault Floride S et la Renault 8, innovant de par son vilebrequin à cinq paliers. Il s'agit d'un moteur de cylindrées moyennes dont la vocation est d'équiper des véhicules de gammes supérieures, et non de remplacer le « moteur Billancourt » qui reste, lui destiné à motoriser les modèles des gammes inférieures. Cependant, avec les années, les automobiles deviennent plus lourdes et plus performantes. Ainsi, Renault se voit contraint, dans les années 1980, d’abandonner le « moteur Billancourt » devenu inadapté, et le « moteur Cléon-Fonte », auparavant considéré comme un bloc de moyennes cylindrées, lui succède dans le rôle de moteur d’entrée de gamme, devenu lui aussi « petit » par rapport aux normes de l’époque.
Le « Cléon-Fonte » n'est pas une évolution du « moteur Billancourt », mais un moteur entièrement nouveau conçu par l'ingénieur René Vuaillat. À cette époque, tous les moteurs ont un arbre à cames latéral et une distribution par chaîne ou par pignons, d'où une ressemblance lointaine entre ces deux moteurs.

## Modèles équipés de ce moteur
- Renault 4CV
- Renault Juvaquatre
- Renault Dauphine / Renault Ondine
- Renault Floride / Renault Caravelle
- Renault Estafette
- Renault 3
- Renault 4
- Renault 5
- Renault 6
- Alpine A106
- Alpine A108

## Les différentes cylindrées
Selon le manuel d'atelier Renault pour le « moteur B » (édition française)
| Types moteurs | 690     | 662-2 - 680 | 662-1   | 839     | B1B - 670 - 800 - Ventoux1093 |
| ------------- | ------- | ----------- | ------- | ------- | ----------------------------- |
| Cylindrée     | 603 cm3 | 747 cm3     | 760 cm3 | 782 cm3 | 845 cm3                       |
| Alésage (mm)  | 49      | 54,5        | 55      | 55,8    | 58                            |
| Course (mm)   | 80      | 80          | 80      | 80      | 80                            |